# Aleiodes sibiricus
Aleiodes sibiricus är en stekelart som först beskrevs av Kokujev 1903.  Aleiodes sibiricus ingår i släktet Aleiodes och familjen bracksteklar. Inga underarter finns listade i Catalogue of Life.